# Bahâdur Shâh
Bahâdur Shâh Ier, ou Alam Shâh Ier (né le 14 octobre 1643 et mort le 21 février 1712) est le premier fils de l'empereur moghol Aurangzeb. À la mort de ce dernier, Bahâdur Shâh doit faire face à une guerre de succession et en sort vainqueur. Son règne dure moins de cinq ans, de 1707 à 1712.

## Un règne instable
Bahâdur Shâh doit faire face à de nombreux problèmes lors de son règne. L'Empire moghol est devenu très instable après le règne d'Aurangzeb, qui a tenté d'imposer sa religion. Les révoltes éclatent partout, notamment chez les hindous et chez les Sikhs du Pendjab. Ces derniers se révoltent sous Guru Gobind Singh mais celui-ci est tué peu après. Son héritier politique, Banda Singh Bahadur, se révolte une nouvelle fois et cette fois Bahâdur Shâh ne peut réprimer la révolte qui aboutit à la sécession des Sikhs du Pendjab.

## Un empereur faible
Bahâdur Shâh est un souverain doux et généreux, mais faible. Il se montre incapable de préserver l'unité de l'empire ce qui résulte en plusieurs révoltes. Il meurt en 1712 et est enterré à Delhi. Il laisse derrière lui 4 fils, dont 3 meurent lors de la sanglante guerre de succession qui suit sa mort.